# 13176 Kobedaitenken
13176 Kobedaitenken è un asteroide della fascia principale. Scoperto nel 1996, presenta un'orbita caratterizzata da un semiasse maggiore pari a 3,1923338 UA e da un'eccentricità di 0,1367789, inclinata di 18,70579° rispetto all'eclittica.